# Ⱄ
Cette page contient des caractères spéciaux ou non latins. S’ils s’affichent mal (▯, ?, etc.), consultez la page d’aide Unicode.
Slovo (Слово en cyrillique ; capitale Ⱄ, minuscule ⱄ) est la 20e lettre de l'alphabet glagolitique.

## Linguistique
La lettre sert à noter le phonème /s/.

## Historique
L'origine de la lettre n'est pas connue.

## Représentation informatique
- Unicode :
  - Capitale Ⱄ : U+2C14
  - Minuscule ⱄ : U+2C44